# Thekkjon
A thekkjon (taekkyeon) a koreai harcművészetek legősibb elemeinek egyike. Ősidőktől fogva rendeztek Koreában olyan harci vetélkedőket, ahol a küzdők csak a lábukat használhatták, csípőjükön kellett tartaniuk kezeiket a küzdelem alatt. A régi Koreában elképzelhetetlen volt egy komolyabb népünnepély thekkjon-verseny nélkül. A harcművészet az UNESCO szellemi kulturális örökség listájára is felkerült.
Az a feladat, hogy a versenyző csak lábtechnikákat alkalmazhat a küzdelemben, komoly felkészültséget kíván. Ezt a különös szabályt vélhetőleg az tette indokolttá, hogy a korai időkben Koreában a fegyveres harcművészetet tartották igazi harcművészetnek (muszulnak), vagyis azt, ahol a harcos mindkét kezét lefoglalja egy-egy (esetleg több!) emberélet kioltására létrehozott fegyver. De nagyon sok pusztakezes technikákat alkalmazó (kvon bup) rendszerben is számottevő volt a halált okozó fogások aránya. A fegyvert forgató harcművész két módon növelheti hatékonyságát. Az első lehetőség, hogy lovon (maszan) hajtja végre technikáit. A másik az, hogy a fegyveres támadásokat rúgásokkal egészíti ki. Ezen utóbbi lehetőség a thekkjon alapja. Itt azonban, minthogy nem éles harcról, hanem csak sportszerű vetélkedésről van szó, nem használják a fegyvereket.
A thekkjon-játékok győzteseit nagy megbecsülés övezte. Jellemző volt, hogy paraszti sorból emelkedtek a király testőrségének tagjaivá, ahonnan aztán megnyílott a katonai karrier lehetősége.